# Katsina
Katsina város (korábban város-állam ) Nigériában, Nigéria északi részén. A város egy mezőgazdasági régió központja; környékén földimogyorót, gyapotot, nyersbőrt, kölest és kukoricát termelnek. Ipara: acélipar, és olajütő malmok a földimogyoró- olaj előállítására. A város lakossága nagyrészt a fulani és hausza etnikai csoportokhoz tartozó muzulmán.  A 2007-es adatok szerint Katsina becsült lakossága 459022 fő volt,

## Fekvése
Sokotótól 160 mérföldre keletre és Kanótól 84 mérföldre északnyugatra, Niger határának közelében.

## Története
A 21 km hosszú városfallal körülvett Katsinát feltehetően 1100 körül alapították. A 17. és a 18. században, Katsina a hét hausza városállam közül a legnagyobb volt. 1807-ben a Fulani háború idején a közeli Kano vazallus állama lett. 1903-ban, az emír, Abubakar dan Ibrahim alatt brit uralom alá került, egészen 1960-ig Nigéria Nagy-Britanniától való függetlenségéig.
A város Katsina a szub-szaharai kereskedelem egyik legélénkebb és legerősebb kereskedelmi központja volt, és vélhetően a hausza királyságok szempontjából a legerősebb volt itt a kereskedelem és a kézművesipar.
A város történetében a nyugati stílusú oktatás kezdete az 1950-es évekre nyúlik vissza, amikor Észak-Nigériában itt jött létre az első középiskola. Jelenleg több felsőoktatási intézménye, köztük két egyeteme is van: Umaru Musa Yar'Adua Egyetem és a privát Katsina Egyetem.

## Nevezetességek
- Gobarau Minaret - a 18. században épült mecset tornya 50 láb magasságú, melynek anyaga sár és pálmaág.